# Näse sten
Näse sten är ett stort kluvet flyttblock på Näsebacken i Näse, Borgå stad. Stenen har varit en turistattraktion sedan slutet av 1800-talet på grund av en utsiktsterrass uppe på stenen. Nuvarande terrassen är byggd av betong troligen på slutet av 1930-talet. Enligt folklore var det en "morgonsömnig jätte" som slängde stenen mot kyrkan då den stördes av kyrkklockorna, men missade och stenen landade på näsebacken.